# La Flamengrie (Noorderdepartement)
La Flamengrie is een gemeente in het Franse Noorderdepartement (regio Hauts-de-France) en telt 355 inwoners (1999). De plaats maakt deel uit van het arrondissement Avesnes-sur-Helpe. Het kleine dorpje ligt tegen de Belgische grens, en is bijna volledig omgeven door het grondgebied van het Belgische Roisin.

## Geografie
De oppervlakte van La Flamengrie bedraagt 2,0 km², de bevolkingsdichtheid is 177,5 inwoners per km².
De onderstaande kaart toont de ligging van La Flamengrie (Noorderdepartement) met de belangrijkste infrastructuur en aangrenzende gemeenten.

## Demografie
Onderstaande figuur toont het verloop van het inwonertal (bron: INSEE-tellingen).